# Ghiacciaio Altimir
Il ghiacciaio Altimir è un ghiacciaio lungo 4,8 km e largo 5,5, situato sull'isola Anvers, una delle isole dell'arcipelago Palmer, al largo della costa nord-occidentale della Terra di Graham, in Antartide. In particolare, il ghiacciaio, il cui punto più alto si trova a circa 500 m s.l.m., fluisce verso nord, partendo dal versante settentrionale della dorsale Osterrieth, fino a entrare nella cala di Dalchev, sulla costa meridionale della baia di Fournier, poco a est di punta Studena.

## Storia
Il ghiacciaio Altimir è stato così battezzato dalla Commissione bulgara per i toponimi antartici in onore del villaggio di Altimir, nella Bulgaria nord-occidentale.